# Antoni Jansana
Antoni Jansana i Llopart (San Andrés de la Barca, 1872 - 1944) fue un jurista y político de Cataluña, España.
Se doctoró en Derecho y Filosofía y Letras en la Universidad de Barcelona. Formó parte del Tribunal Contencioso-Administrativo de la Audiencia Provincial de Barcelona, presidió la Junta de Gobierno de la Sociedad Económica Barcelonesa de Amigos del País (1933-1934) y fue vicepresidente de la Junta del Instituto Agrícola Catalán de San Isidro (IACSI). También fue miembro de la Agrupación Catalanista de Sant Andreu de la Barca. Militó en la Lliga Regionalista, con la que fue elegido alcalde de su ciudad natal, cargo que ocupó entre 1894 y 1902, diputado provincial de la Diputación de Barcelona por San Feliu de Llobregat y diputado al Congreso en las elecciones generales de 1916. También fue profesor en la Escuela Industrial de Barcelona, donde conoció Pau Vila i Dinarés, presidente de la Asamblea de la Mancomunidad de Cataluña bajo la presidencia de Josep Puig i Cadafalch, y decano del Colegio de Abogados de San Feliu de Llobregat desde 1934 hasta su fallecimiento.